# Municipio de Orange (condado de Black Hawk)
El municipio de Orange (en inglés: Orange Township) es uno de los diecisiete municipios ubicados en el condado de Black Hawk en el estado estadounidense de Iowa. En el año 2000 el municipio tenía una población de 385 habitantes y una densidad poblacional de 8,2 personas por km².

## Geografía
El municipio de Orange se encuentra ubicado en las coordenadas 42°24′24″N 92°21′09″O / 42.40667, -92.35250.